# Paracycnotrachelus longiceps
Paracycnotrachelus longiceps là một loài bọ cánh cứng trong họ Attelabidae. Loài này được Motschulsky miêu tả khoa học năm 1860.